# Golasecca
Golasecca is een gemeente in de Italiaanse provincie Varese (regio Lombardije) en telt 2486 inwoners (31-12-2004). De oppervlakte bedraagt 7,4 km², de bevolkingsdichtheid is 355 inwoners per km².

## Demografie
Golasecca telt ongeveer 1059 huishoudens. Het aantal inwoners daalde in de periode 1991-2001 met 1,8% volgens cijfers uit de tienjaarlijkse volkstellingen van ISTAT.
| Jaar | Inwoneraantal |
| ---- | ------------- |
| 1991 | 2531          |
| 2001 | 2485          |

## Geografie
Golasecca grenst aan de volgende gemeenten: Castelletto sopra Ticino (NO), Sesto Calende, Somma Lombardo, Vergiate.